# Bitwa morska pod Basque Roads
Bitwa morska pod Basque Roads (bitwa morska przy wyspie Aix) – bitwa morska stoczona 11 i 12 kwietnia 1809 r. nieopodal wyspy Aix na obszarze kotwicowiska zwanego Basque Roads, pomiędzy flotą angielską a flotą francuską.
W lutym 1809 r. trzy floty francuskie wypłynęły z Brestu, Lorientu i Rochefort w celu zaatakowania Karaibów. Eskadrę z Lorientu rozbili Anglicy, co spowodowało panikę wśród pozostałych eskadr i ich schronienie się na kotwicowisku Basque Roads przy wyspie Aix. Otoczenie sprzyjało Francuzom. Na wyspie Aix, a także na pobliskiej wyspie Madame, znajdowały się forty, które zapewniały wsparcie ogniowe dla floty. Kotwicowisko było usiane mieliznami, Francuzi dodatkowo zablokowali ujście Charente dwoma zaporami z zakotwiczonych, powiązanych bali. Niedługo później kotwicowisko zablokowała flota angielska pod dowództwem adm. Gambiera, do którego niebawem dołączyła flota Thomasa Cochrane’a.
Atak angielski rozpoczął się 11 kwietnia. Najpierw skierowano dwa okręty wyładowane materiałami wybuchowymi na zapory, a po ich zniszczeniu wysłane zostało 20 branderów. Obserwując zaistniałą sytuację Francuzi przecięli cumy i zaczęli się w nieładzie wycofywać. Skutkiem tego kolejne francuskie okręty zaczęły osiadać na mieliznach, tak że o świcie 12 kwietnia zdolne do walki były jedynie dwa francuskie okręty liniowe (Foudroyant i Cassard) i jedna fregata. Okręty Cochrane’a zaatakowały i zdobyły 2 okręty francuskie (Calcutta i Aquilon), 3 kolejne francuskie okręty (Ville de Varsovie, Tonnerre i Robuste) uległy spaleniu. Pozostałe jednostki francuskie skorzystały z przypływu i wycofały się w głąb ujścia Charente. Anglicy zaniechali za nimi pościgu z obawy przed powieleniem błędu Francuzów.
Po bitwie francuski kapitan Jean Baptiste Lafon, dowódca zdobytego przez Anglików okrętu Calcutta, został uznany winnym tchórzostwa i rozstrzelany.